# Jeremiah Benettis
Jeremiah Benettis (? - 1774.) bio je talijanski pisac i manji fratar kapucin.
Pripadao je provinciji Pijemont u Italiji, a napisao je dvije vrijedne povijesne rasprave. Prva, naslovljena Chronica et critics historiæ sacrae et profanæ, bavi se raznim astronomskim pitanjima te vjerskim obredima i ceremonijama starih naroda, a napisana je s ciljem da olakša proučavanje Svetog pisma. U drugom djelu, naslovljenom Privilegiorum S. Petri vindicia, on daje povijest primaštva rimskog pape.